# Saint-Symphorien-sur-Couze
Saint-Symphorien-sur-Couze is een plaats en voormalige gemeente in het Franse departement Haute-Vienne (regio Nouvelle-Aquitaine) en telt 209 inwoners (2004). De plaats maakt deel uit van het arrondissement Bellac. Saint-Symphorien-sur-Couze is op 1 januari 2019 gefuseerd met de gemeenten Roussac en Saint-Pardoux tot de gemeente Saint-Pardoux-le-Lac. 

## Geografie
De oppervlakte van Saint-Symphorien-sur-Couze bedraagt 20,1 km², de bevolkingsdichtheid is 10,4 inwoners per km².
De onderstaande kaart toont de ligging van Saint-Symphorien-sur-Couze met de belangrijkste infrastructuur en aangrenzende gemeenten.

## Demografie
Onderstaande figuur toont het verloop van het inwonertal (bron: INSEE-tellingen).